# Îles Coco
Pour les articles homonymes, voir Île Cocos (homonymie).
Les îles Coco sont des îles birmanes situées à 20 km au nord des îles Andaman et à 77 km au sud de Preparis.

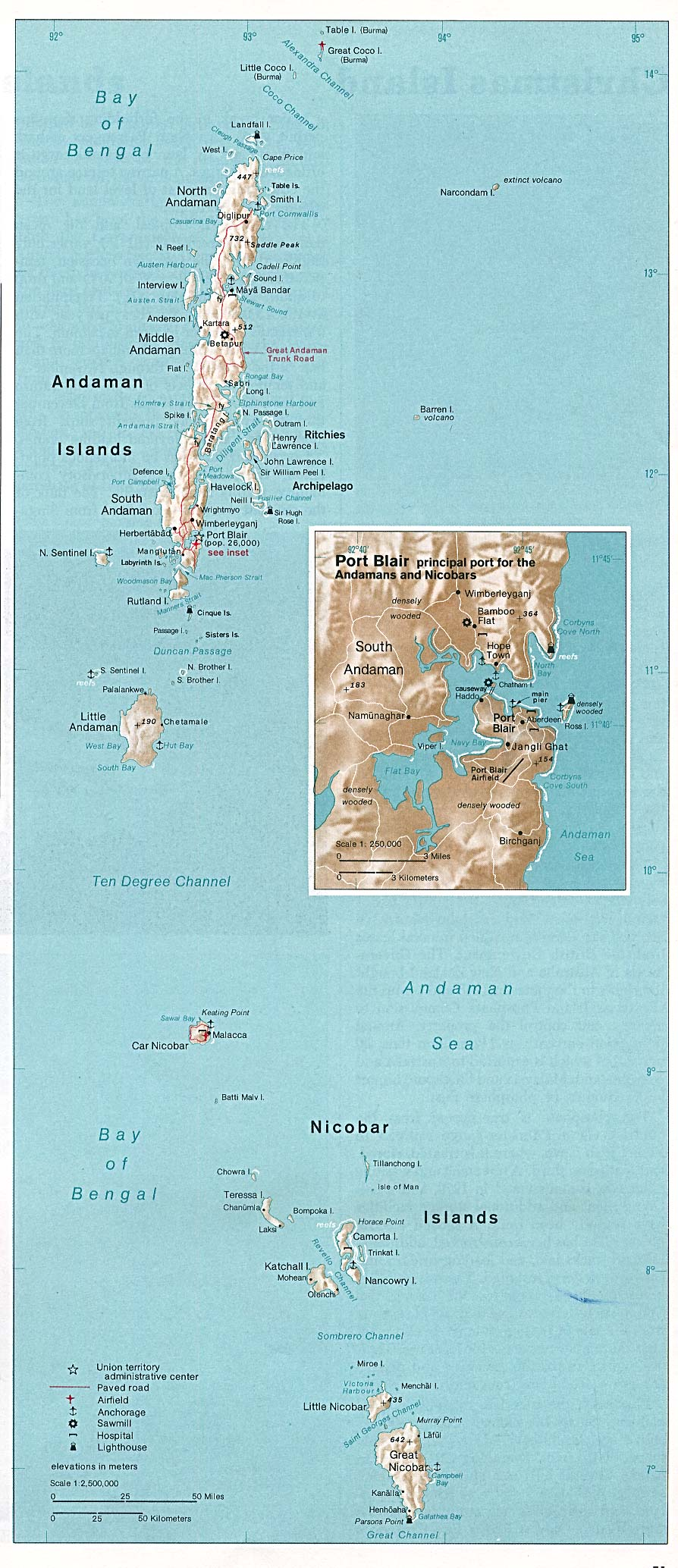
Carte des îles Andaman et des îles Coco

Elles sont rattachées à la région de Yangon.
Les principales îles sont la Grande Coco et la Petite Coco.
Ces îles abritent « une station d'interceptions électroniques », une des bases militaires du collier de perles chinois.